# Chivé
Chivé ist eine Ortschaft im Departamento Pando im südamerikanischen Anden-Staat Bolivien.

## Lage im Nahraum
Chivé ist zentraler Ort des Kanton Chivé im Municipio Filadelfia in der Provinz Manuripi und liegt auf einer Höhe von 180 m. Die Ortschaft liegt am linken nördlichen Ufer des Río Madre de Dios, etwa fünfzehn Kilometer östlich der peruanisch-bolivianischen Grenze.

## Geographie
Chivé liegt im bolivianischen Teil des Amazonasbeckens, nordöstlich vorgelagert den Ausläufern der peruanischen Cordillera Oriental im feuchtheißen Tropenklima der Äquatorialzone.
Die mittlere Durchschnittstemperatur der Region liegt bei knapp 26 °C und schwankt sowohl im Jahres- wie im Tagesverlauf nur unwesentlich, nur in den trockenen Wintermonaten von Juni bis August liegt sie aufgrund der nächtlichen Wärmeabstrahlung bei offener Wolkendecke geringfügig niedriger (siehe Klimadiagramm Porvenir). Der Jahresniederschlag beträgt etwa 1.900 mm und weist während der Regenzeit über mehr als die Hälfte des Jahres Monatswerte zwischen 150 und 300 mm auf, nur in der kurzen Trockenzeit von Juni bis August sinken die Niederschläge auf Monatswerte unter 50 mm.

## Verkehrsnetz
Chivé liegt 187 Straßenkilometer südlich von Cobija, der Hauptstadt des Departamentos Pando.
Von Cobija aus führt die asphaltierte Nationalstraße Ruta 13 in südlicher Richtung nach Porvenir und von dort weiter nach Osten Richtung Guayaramerín und Riberalta. Die Stadt Porvenir ist nördlicher Endpunkt der Ruta 16, die von hier aus nach 82 Kilometern bei San Silvestre den Río Manuripi überquert und nach weiteren 72 Kilometern Chivé erreicht. Die Ruta 16 soll nach ihrer Fertigstellung von hier aus weiter nach Süden über Ixiamas nach Apolo und weiter nach Charazani und Huarina führen.

## Bevölkerung
Die Einwohnerzahl der Ortschaft blieb zwischen 1992 und 2001 relativ stabil, seitdem ist sie jedoch um die Hälfte angestiegen:
| Jahr | Einwohner | Quelle       |
| ---- | --------- | ------------ |
| 1992 | 329       | Volkszählung |
| 2001 | 313       | Volkszählung |
| 2012 | 463       | Volkszählung |
| 2024 |           | Volkszählung |